# Sahyadria denisonii
Cá hồng mi (Danh pháp khoa học: Sahyadria denisonii) là một loài cá trong họ Cyprinidae, là loài cá bơi theo bầy đàn với tốc độ nhanh, chúng lanh lẹn và được ưa chuộng nuôi trong hồ thủy sinh.

## Đặc điểm
Kích thước tối đa của chúng lên đến 11 cm, màu sắc chủ đạo là đen, đỏ, trắng, nổi bật với màu bạc và một sọc đen chạy dọc cơ thể, một sọc đỏ chạy từ phía miệng qua mi trên rồi dọc ra quá nửa thân phía sau, do đó chúng còn có cái tên là Hồng Mi Ấn Độ. Chế độ ăn uống của chúng thuộc loài ăn tạp, có một chế độ ăn bao gồm cả động và thực vật để duy trì vẻ đẹp tự nhiên cũng như để cá sinh trưởng và phát triển tốt. Chúng thường sinh sống ở những nơi có dòng chảy mạnh, chúng ưa một bể cá giàu oxy và có luồng nước tốt. Cá sống khá ôn hòa, khác với đại bộ phận các con cá khác.